# Maasmechelen
Maasmechelen (Limburgisch: Mechele) ist ein Ort in der belgischen Provinz Limburg. Der Ort liegt am linken Ufer der Maas, welche dort die Grenze zwischen Belgien und den Niederlanden bildet. Maasmechelen hat 40.219 Einwohner (Stand 1. Januar 2024).
Das heutige Maasmechelen entstand durch die Gemeindefusion von 1977. Die größten dieser Orte waren Mechelen an der Maas, Leut, Vucht und Eisden. Mechelen an der Maas ist nicht mit der gleichnamigen Stadt Mechelen zwischen Brüssel und Antwerpen zu verwechseln.
In Eisden existierte ein Steinkohlenbergwerk, welches 1987 die Förderung einstellte. Auf einem Teil des Zechengeländes steht heute das Factory-Outlet-Center Maasmechelen Village.
Im Januar 1940 wurde der Ort durch den Mechelen-Zwischenfall bekannt, als durch die Notlandung eines deutschen Kurierflugzeugs Teile der deutschen Angriffsplanungen für den bevorstehenden Westfeldzug den West-Alliierten bekannt wurden.
Der Ort ist Heimat des Fußballvereins Patro Eisden, welcher über Jahrzehnte in der zweiten belgischen Liga spielte.

## Politik

### Stadtrat
- PVDA: 0
- Vooruit: 2
- Groen: 0
- VLD: 5
- CD&V: 11
- N-VA: 8
- VB: 4
- Sonst.: 5

Nach der Wahl kam es zu einer Koalition aus CD&V, Sonstige und Vooruit. 
 Sie kommen zusammen auf 18 der 35 Sitze.
- PVDA: 0
- Vooruit: 13
- Vooruit – Gr: 15
- Groen: 1
- VLD: 40
- CD&V: 46
- CDV – NVA: 11
- N-VA: 17
- VB: 13
- Sonst.: 11

CD&V und OpenVLD haben mit 86 von 84 nötigen eine knappe absolute Mehrheit.
- CD&V: 46
- VLD: 40
- N-VA: 17
- Vooruit – Gr: 15
- Vooruit: 13
- VB: 13
- CDV – NVA: 11
- Sonst.: 11
- Groen: 1
- PVDA: 0

## Verkehrsanbindung
Der Ort ist unmittelbar an die belgische Autobahn  /  angeschlossen, welche, von Aachen über Sittard kommend, hier die Grenze überquert und über Genk weiter nach Antwerpen und Brüssel führt.
Zudem besteht ein Anschluss an das europäische Binnenwasserstraßennetz über die Zuid-Willemsvaart.
Wenige Kilometer entfernt befindet sich auf niederländischem Gebiet der Maastricht Aachen Airport.

## Tourismus

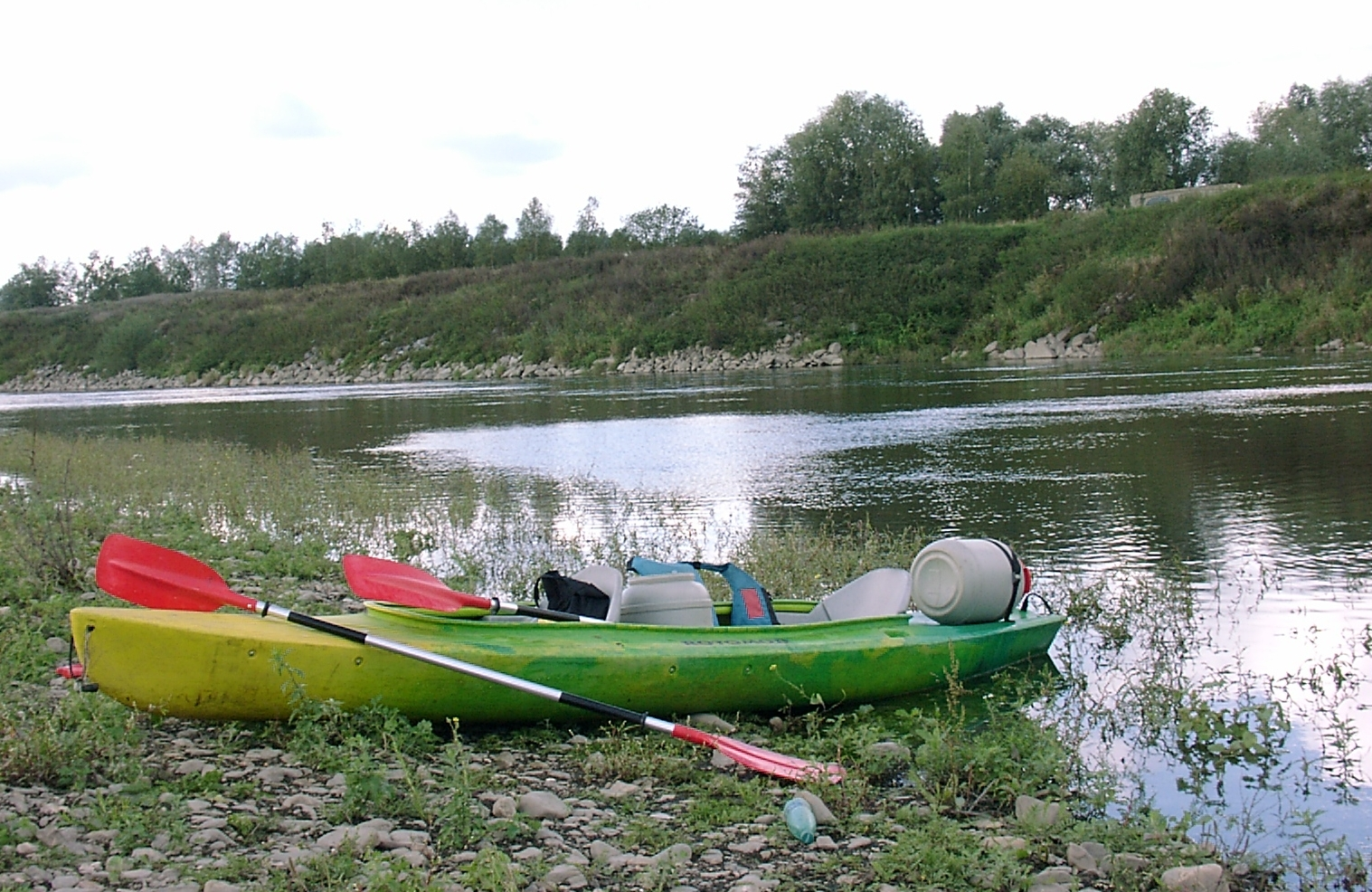
Kajak an der Maas auf der Höhe von Maasband

Nach dem Ende des Bergbaus setzt der Ort in den letzten Jahren zunehmend auf den Tagestourismus. Ein Anziehungspunkt ist das Designer-Outlet-Center Maasmechelen Village, ein anderer das westlich des Ortes befindliche große Heidegebiet. Dieses ist durch zahlreiche Wander- und Radfahrwege erschlossen. Auch der Flusslauf der Maas ist ein beliebter Aufenthaltsort, hier werden unter anderem Kanu- und Kajakfahrten angeboten. Möglich ist dies, da die Binnenschifffahrt auf diesem Flussabschnitt die auf beiden Seiten befindlichen Kanäle nutzt und die Maas selbst so relativ naturnah fließt. Zudem endet hier die Eisenbahnlinie Het Kolenspoor (Die Kohlenspur), die einige Kohleminen miteinander verband und nun als touristische Bahn durch den jetzigen Park genutzt wird. Rund um Maasmechelen befindet sich seit Anfang der 1990er Jahre ein grenzüberschreitendes, vielseitiges und gut ausgebautes Radwegenetz, die Orientierung wird durch ein Knotenpunktsystem erleichtert.

## Persönlichkeiten
- Léon Lemmens (1954–2017), Weihbischof in Mecheln-Brüssel
- Nico Claesen (* 1962), Fußballspieler und -trainer
- Ilse Eerens (* 1982), Opernsängerin (Sopran)
- Katerine Avgoustakis (* 1983), Schlagersängerin
- Jens Schuermans (* 1993), Radrennfahrer
- Leandro Trossard (* 1994), Fußballspieler
- Julie Nicolaes (* 2004), Radsportlerin, geboren in Boorsem
- Mike Penders (* 2005), Fußballspieler